# François Fillon
François Fillon (výslovnost [fʁɑ̃.swa fi.jɔ̃]IPA; * 4. března 1954 Le Mans) je francouzský právník a politik. V letech 2007–2012 postupně vedl tři francouzské vlády. V listopadu 2016 vyhrál obě kola primárek francouzské pravice a stal se tak kandidátem na francouzského prezidenta ve volbách 2017, ovšem v prvním kole volby skončil s 20,01 % až třetí a tedy nepostoupil do druhého kola.

## Život a politická kariéra

### Mládí a studia
Narodil se 4. března 1954 v Le Mans v departementu Sarthe. Je nejstarším synem notáře Michela Fillona a jeho manželky Anne, která je emeritovanou univerzitní profesorkou historie. Vyrostl společně se svými třemi bratry ve vesnici Cérans-Foulletourte. V rámci rodinné tradice je věřícím katolíkem.
V roce 1976 vystudoval veřejné právo na univerzitě v Le Mans, později získal v tomto oboru doktorát na Univerzitě Paříž V. V roce 1980 se oženil s Velšankou Penelope Kathryn Clarkovou, se kterou má pět dětí. Od mládí je jeho koníčkem automobilové závodění.

### Politické působení
Jako politik působil nejdříve na regionální úrovni, do vysoké politiky vstoupil v roce 1993.
Jako člen Unie pro lidové hnutí (UMP) se v roce 2002 stal ministrem sociálních věcí premiéra Jeana-Pierra Raffarina. Jako ministr zahájil důchodovou reformu (zvanou též Loi Fillon) a aplikoval zákony omezující striktní vydělení pětatřicetihodinového pracovního týdne, který zavedla ministryně sociálních věcí Martine Aubryová za předchozí vlády Lionela Jospina.
V roce 2004 se stal ministrem národního vzdělávání a uvedl v platnost diskutovaný návrh reformy školství. V roce 2005 nedostal ve vládě Dominiqua de Villepina křeslo, byl však zvolen senátorem za departement Sarthe. Role politického poradce v úspěšné kandidatuře Nicolase Sarkozyho na prezidenta republiky mu vynesla post předsedy vlády.

### Kandidát na prezidenta
V listopadu roku 2016 vyhrál obě kola primárek „pravice a středu“ organizovaných francouzskou stranou Republikáni a stal se tak kandidátem na francouzského prezidenta ve volbách roku 2017. V prvním kole byl ze třech vážných kandidátů vyřazen jeden, a to bývalý francouzský prezident Nicolas Sarkozy. Ve druhém kole porazil se ziskem 69,5 procenta hlasů přesvědčivě svého protikandidáta Alaina Juppého.
Byl původně jasným favoritem volby, než jej dostihl skandál ohledně jeho manželky fiktivně placené jako jeho poradkyně. Pak se začal v průzkumech propadat, ovšem pokračoval v kampani. Ve volbě samotné skončil v prvním kole s 20,01 % až na třetím, nepostupovém místě za Emmanuelem Macronem a Marine Le Penovou.

## Zastávané postoje

### Domácí politika
Je zastáncem ekonomického liberalismu a obdivovatelem Margaret Thatcherové; jeho reformní ekonomický program sestává například z navýšení věku odchodu do důchodu, navýšení pracovního času (zrušení 35hodinového pracovního týdne), snížení veřejných výdajů (celkem o sto miliard eur), uvolnění podmínek zaměstnávání a snížení počtu státních pracovníků (až o 500 000).
Prosazuje zájmy tzv. tradiční rodiny; odmítá například sňatky homosexuálů, adopce dětí homosexuálními páry, asistovanou reprodukci u lesbických párů či využívání takzvaných náhradních matek.
V souvislosti se současnou evropskou migrační krizí chce vyhlásit referendum o kvótách pro přijímání migrantů.

### Zahraniční politika
Jeho názory bývají někdy označovány jako „proruské“; neodmítl ruskou anexi Krymu v roce 2014, nesouhlasí se sankcemi následně uvalenými na Rusko (nyní podporuje jejich ukončení) a podpořil také ruskou vojenskou intervenci v Sýrii v roce 2015. Má kritický pohled na budování základen Severoatlantické aliance blízko ruskému území a v současnosti zdůrazňuje potřebu lepších resp. bližších vztahů s Ruskem. Jeho postoje k Rusku a dobré vztahy s ruským prezidentem Vladimirem Putinem byly hlavním zahraničněpolitickým tématem primárek v listopadu 2016 a předmětem ostré kritiky jeho protikandidáta Juppého.
V zahraniční politice dále podporuje tvrdší postup vůči islámskému terorismu (podporuje kontrolované praktikování islámu, transparentní financování mešit a odebírání občanství obviněným francouzským teroristům). Ve své knize Vaincre le totalitarisme islamique (2016) vyjádřil názor, že Francie se nachází ve válce s radikálním islámem. Navrhoval také spojenectví s Ruskem a Íránem v boji proti Islámskému státu.
Má vstřícné názory vůči Evropské unii; hodlá prosadit lepší ochranu vnějších hranic unie, společnou vládu pro členy eurozóny a neodmítá myšlenku společné propojené armády.

### Zajímavosti
Kvůli své flegmatické povaze si v politických kruzích vysloužil přezdívku „Droopy“, podle psa Droopyho, kreslené postavičky vytvořené v roce 1943 americkým animátorem Texem Averym.

## Vyznamenání
- velkokříž Národního řádu za zásluhy – Francie, 21. listopadu 2007 (automaticky po šesti měsících ve funkce francouzského předsedy vlády)[9]
- velkodůstojník Řádu čestné legie – Francie, 2012
- velkostuha Řádu vycházejícího slunce – Japonsko, 9. května 2013[10]